# William King (homme politique canadien)
Pour les articles homonymes, voir William King et King.
William 'Bill' King (15 septembre 1930-3 décembre 2020) est un homme politique canadien de la Colombie-Britannique. Il est député provincial néo-démocrate de la circonscription britanno-colombienne de Revelstoke-Slocan d'une élection partielle 1968 à 1969 et de 1972 à 1976, ainsi que de Shuswap-Revelstoke de 1976 à 1979. Il est ministre dans le gouvernement du premier ministre Dave Barrett,.

## Biographie
Né à Tisdale en Saskatchewan, King étudie à Nelson, au Labour College et à l'Université de Montréal en 1967.
Il s'implique en politique durant son adolescence en 1943 où il participe à la campagne de Herbert Herridge dans Rossland-Trail. Il s'installe ensuite dans la région de Revelstoke et s'implique dans l'organisation de campagne de Vincent Segur. En 1960, c'est dans la campagne de George Hobbs pour Revelstoke qu'il s'implique.
Élu député Revelstoke-Slocan lors d'une élection partielle déclenchée à la suite de la démission de Randolph Harding en 1968, il est défait l'année suivante lors de l'élection générale en 1969.
Redevenu député en 1972, il entre au cabinet en tant que ministre du Travail. Durant son passage au ministère, il introduit le premier code du travail de la province et une législation sur les droits humains qui légifère en matière de grèves et piquetage,. King est aussi le premier à nommer des femmes à des postes clés dans la fonction publique.
À la suite de la défaite des Néo-démocrates en 1975, King sert comme chef de l'opposition officielle de façon intérimaire jusqu'au retour de Barrett.
Réélu dans Shuswap-Revelstoke en 1979, il est défait en 1983.
Après la politique, King retourne travailler pour le Canadien Pacifique jusqu'à sa retraite en 1986.